# Quận Otoe, Nebraska
Quận Otoe là một quận thuộc tiểu bang Nebraska, Hoa Kỳ.
Quận này được đặt tên theo. Theo điều tra dân số của Cục điều tra dân số Hoa Kỳ năm 2000, quận có dân số 15.396 người. Quận lỵ đóng ở Nebraska City6.

## Địa lý
Theo Cục điều tra dân số Hoa Kỳ, quận có diện tích 1603 km2, trong đó có 9 km2 là diện tích mặt nước. Ranh giới phía đông quận là sông Missouri.